# Uimitoarea aventură a misiunii Barsac

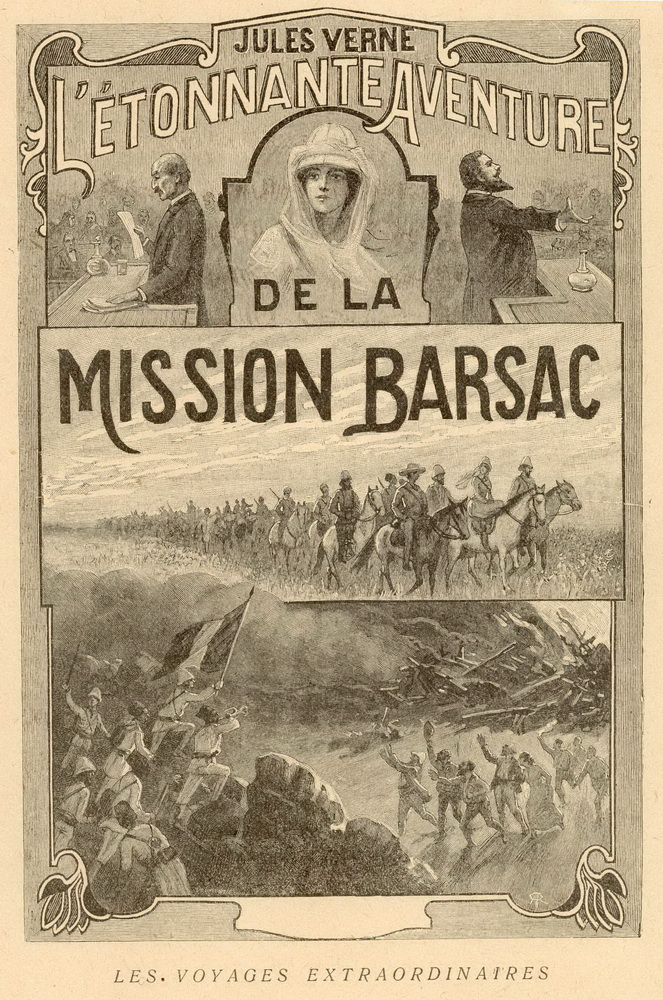

Uimitoarea aventură a misiunii Barsac (în franceză L'Étonnante aventure de la mission Barsac) este un roman ale cărui prime 5 capitole au fost scrise de Jules Verne, restul capitolelor fiind opera fiului său, Michel Verne. Această carte a apărut inițial în foileton și a fost publicată în 1919, după moartea lui Jules Verne. Romanul relatează o expediție în Africa, în regiunea buclei fluviului Niger. Ilustrațiile cărții sunt realizate de George Roux.

## Povestea
Romanul începe cu un jaf care are loc la Banca Centrală din Londra. Atacul poartă semnele distinctive ale unuia dintre fiii lordului Buxton Glenor, administrator al băncii. Suspectul, Robert Lewis Buxton, dispare din scena.
Guvernul francez îl trimite în Africa pe deputatul Barsac, a cărui misiune este de a stabili dacă nativii din coloniile africane sunt destul de civilizați pentru a obține drept de vot. Alături de el mai călătoresc Jane Mornas și însoțitorul ei, Saint-Bérain. Jane Mornas este, de fapt Jane Buxton, fiica lordului Buxton Glenor, care vrea să-și reabiliteze fratele, considerat trădător pe aceste meleaguri.
Expediția trece printr-o serie de probleme pe măsură ce înaintează mai adânc în inima continentului, apropiindu-se de fluviul Niger. Jane găsește mormântul fratelui el și, la deshumare, se constată că acesta nu a murit ucis de glonț, ci de o lovitură de cuțit primită în spate. Bănuielile conduc către banditul Harry Killer, care a construit un oraș în deșert. Pentru a scăpa de răzbunarea acestuia, grupul se retrage într-un loc izolat, numit Uzina, pe care Harry Killer îl asediază. Jane află adevărul despre afacerile murdare care l-au ajutat pe Killer să-și finanțeze orașul, precum și despre încercarea acestuia de a păta onoarea familiei ei, în care se înscrie și jaful de la Banca Centrală din Londra.

### Capitolele cărții
| - I - "Afacerea Central Bank" - II - O călătorie de studiu - III - Lord Buxton Glenor - IV - Un articol din Expansiunea franceză - V - Un al doilea articol al domnului Amédée Florence - VI - Al treilea articol al domnului Amédée Florence - VII - La Sikasso - VIII - Moriliré - IX - Din ordin superior - X - Noua escortă - XI - Ce e de făcut? - XII - Un mormânt, niște oseminte | - I - Blackland - II - În zbor cu toată viteza - III - Un tiran - IV - De la 26 martie la 8 aprilie - V - Noua închisoare - VI - Marcel Camaret - VII - Uzina din Blackland - VIII - Un apel în spațiu - IX - Un dezastru - X - O idee a lui Amédée Florence - XI - Ce se afla în dosul ușii - XII - Harry Killer - XIII - Noaptea sângeroasă - XIV - Sfârșitul Blacklandului - XV - Încheiere |

## Considerații asupra operei

### Jules și Michel Verne, precursori ai romanelor polițiste ale secolelor XX și XXI
Romanul lui Jules Verne începe descriind, cu vervă și talent, jaful armat al unei bănci londoneze.
Michel Verne a descris examenul medico-legal al unui schelet. 

### Michel Verne, precursor al unor descoperiri tehnice
- Sistem de monitorizare la distanță numit cicloscop de către Michel Verne.
- Telegrafia fără fir în alfabetul Morse, o invenție revoluționară pentru epoca respectivă. Michel Verne citează inventatorii Edouard Branly și Guglielmo Marconi.
- Dronele, „viespile” din carte, aparate de zbor fără pilot ce permit mitralierea solului.

Michel Verne a descris un dispozitiv ce permitea declanșarea ploii într-o regiune semideșertică, dispozitiv aparținând domeniului științifico-fantastic chiar și astăzi. 

### Limba esperanto
Jules Verne a dorit să folosească această carte pentru a face elogiul limbii esperanto ca un limbaj universal. Fiul său va păstra ideea unui oraș (Blackland) în care sunt vorbite mai multe limbi, dar nu va face nicio aluzie la esperanto.

### Africa văzută de Jules și Michel Verne
În iulie 1903, când a început să scrie acest roman pe baza unei scenariu detaliat, Jules Verne a plasat acțiunea în Congo. 
După ce în presă, în iulie și august 1903, urmându-l pe Edmund Dene Morel, s-a făcut ecoul abuzurilor grave întreprinse împotriva populațiilor indigene, Jules Verne a suspendat redactarea romanului. Michel Verne va publica în 1913 o versiune finalizată de el, fără însă ca numele său să fie menționat. 
Acțiunea romanului finalizat de Michel Verne este situată în Sudanul francez (aflat astăzi pe teritoriile statelor Mali și Burkina Faso), fără îndoială pentru a urma proiectul inițial al lui Jules Verne ce nu mai putea situa această poveste idealizată într-o regiune adusă în prim-planul actualității datorită cruzimii și abuzurilor produse aici (presa va menționa 30 de milioane de morți, ceea ce pare puțin probabil). Acțiunea este localizată, prin urmare, în bucla fluviului Niger. Autorii citează mai multe nume care ne fac să visăm:
- orașele Bamako și Tombouctou (în actualul Mali), Conakry (acum în Guineea), Cotonou (în prezent în Benin).
- regiunea Fouta-Djallon, în Sudanul occidental (actualul Mali).

Jules Verne a descris explorarea buclei fluviului Niger de către medicii Barth (1853) și Crozat (1890), precum și de către locotenentul Caron (1887) sau colonelul Audéoud (1898).[A] Romanul arată importanța Ministerului Coloniilor și rolul armatei în aceste regiuni sălbatice. Moneda utilizată în această parte a Africii era kauri sau ghiocul, o varietate de scoică. Jules și Michel Verne au fost împotriva sclaviei, însă au avut prejudecățile rasiste ale epocii lor:
- Deputatul Barsac voia să dovedească faptul că populațiile de culoare erau suficient de mature pentru a avea drept de vot. Expediția va dovedi contrariul, însă acest lucru nu va afecta cariera politică a deputatului, ci dimpotrivă.
- Există o aluzie la canibalism care face să ni se zburlească părul. Acest subiect este discutat și în alte romane ale lui Jules Verne, inclusiv în Copiii căpitanului Grant.

## Teme abordate în cadrul romanului
- Explorarea Africii, temă prezentă în multe opere verniene, printre care Cinci săptămâni în balon, Aventurile a trei ruși și trei englezi în Africa Australă, Căpitan la cincisprezece ani sau Invazia mării
- Dreptul la autodeterminare al popoarelor (temă tratată anterior în ceea ce privește poporul maghiar - Mathias Sandorf, Pilotul de pe Dunăre sau cel grec - Arhipelagul în flăcări)
- Folosirea tehnologiei în scopuri malefice, aici de către Harry Killer (prezentă și în alte opere, cum sunt 20.000 de leghe sub mări, Cele 500 de milioane ale Begumei sau Robur Cuceritorul)

## Lista personajelor
- Dl. Poncin, obsedat de statistică, ajunge la concluzia că „în bucla Nigerului există, în medie, 1/9.000 de caimani (...) pe metru de fluviu.”
- Deputatul Barsac, un politician idealist, cu discursuri pompoase, uneori chiar soporifice. Inițial, Jules Verne voia să-și numească romanul „Călătorie de studii” însă, în final, a ales un titlu mai atractiv, eponim acestui personaj secundar.
- Dl. de Saint-Bérain, distrat, pasionat de pescuitul cu undița. Relațiile cu nepoata sa reamintesc cei doi unchi din Raza verde.
- Jane Buxton, o tânără seducătoare, inteligentă și hotărâtă, în jurul ei pivotând întreaga acțiune a romanului. Poartă un corsaj care îi permite să ascundă un cuțit.
- Dl. Châtonnay, medic, iubitor de citate din nefericire puțin pertinente.
- Căpitanul Marcenay este îndrăgostit de Jane Buxton însă se supune ordinelor primite chiar dacă are îndoieli cu privire la autenticitatea lor și chiar dacă acestea îl obligă să-și lase iubita fără protecție.
- Dl. Camaret este un om de știință nebun însă genial, naiv, distrat, ce suferă de megalomanie incipientă.
- Harry Killer, un gangster alcoolic.
- Malik și Tongane un cuplu de negri ce sunt servitori credincioși. Regăsim aici stereotipul personajelor din alte romane ale lui Jules Verne (Nord contra Sud, Insula misterioasă).
- Lewis Buxton, bancher.

## Adaptări

### Desene animate
Unele elemente ale acestui roman au fost incluse în serialul de desene animate japoneze The Secret of Blue Sand (în japoneză Pata Pata hikôsen No Bôken) realizat de Yuichiro Yano. Există un alt desen animat japonez cu un titlu asemănător Nadia, The Secret of Blue Water, liber inspirat după romanul Douăzeci de mii de leghe sub mări, un alt roman de Jules Verne.

### Adaptări cinematografice
Filmul Sahara din 2005 (cu Penélope Cruz și Lambert Wilson) preia anumite elemente din această carte: fluviul Niger și orașul industrial aflat în mijlocul deșertului. Aceste elemente nu provin direct din cartea lui Jules Verne, ci din romanul Sahara al lui Clive Cussler, care s-a inspirat din opera lui Jules Verne.

## Traduceri în limba română
- 1967 - Uimitoarea aventură a misiunii Barsac, Ed. Tineretului, Colecția SF, traducere Gellu Naum, 420 pag.
- 1976 - Uimitoarea aventură a misiunii Barsac, Ed. Ion Creangă, Colecția "Jules Verne", vol. 10, traducere Gellu Naum, 320 pag.
- 2010 - Uimitoarea aventură a misiunii Barsac, Ed. Adevărul, Colecția „Jules Verne”, vol. 10, traducere Gellu Naum, 380 pag., ISBN 978-606-539-147-5